# Marcos Mathías
Marcos Mathías (12 de maio de 1970) é um ex-futebolista venezuelano que atuava como defensor.

## Carreira
Marcos Mathías integrou a Seleção Venezuelana de Futebol na Copa América de 1995.